# Joshua Allison
Joshua Allison (nascido em 27 de março de 1986) é um atleta paralímpico australiano que compete na modalidade basquetebol em cadeira de rodas. Integrou a equipe australiana de basquetebol em cadeira de rodas que conquistou a medalha de ouro no mundial da mesma modalidade, em 2014. Representou a Austrália nos Jogos Paralímpicos de Verão de 2016 no Rio de Janeiro, Brasil.